# 그제고시 필리포프스키
그제고시 필리포프스키(폴란드어: Grzegorz Filipowski, 1966년 6월 28일~)는 폴란드의 피겨스케이팅 선수, 지도자이다. 올림픽에 3회(1984, 1988, 1992) 참가하였으며, 세계 선수권 대회에서 동메달 1개(1989), 유럽 선수권 대회에서 은메달 1개, 동메달 1개를 획득했다.

## 경력
우치 출신인 필리포프스키는 고향인 우치와 미국 로체스터에서 바르바라 코소프스카에게 피겨스케이팅 지도를 받았다. 1980년에 폴란드 국가대표로 처음 발탁되었으며, 1984년에는 유고슬라비아 사라예보에서 열린 1984년 동계 올림픽에서 12위에 오르면서 처음으로 올림픽 대회에 출전하였다. 1987년에 왼다리 피로 골절 부상을 입으면서 선수 생활을 중단했으며, 1988년에 복귀하였다. 
1988년 초에는 캐나다 캘거리에서 열린 1988년 동계 올림픽에 참가하여 자신의 올림픽 최고 성적인 5위를 기록했다. 이후 프랑스 파리에서 열린 1989년 세계 선수권 대회에서 캐나다의 커트 브라우닝과 미국의 크리스토퍼 바우먼의 뒤를 이어 동메달을 획득하였다. 1992년에는 프랑스 알베르빌에서 열린 1992년 동계 올림픽에 참가하여 11위를 기록했다.
필리포프스키는 공식 대회에서 점프 트리플-트리플 조합(3 토 루프/3 토)을 성공한 최초의 피겨스케이팅 선수이다. 1992년에 현역에서 은퇴하고 프로로 전향했으며, 캐나다로 이주하였다. 현재 피겨스케이팅 코치로 활동하고 있다.